# هانس نويربورغ
هانس نويربورغ (بالألمانية: Hans Neuerburg)‏ هو لاعب كرة قدم ألماني في مركز حراسة المرمى، ولد في 2 نوفمبر 1932، وتوفي في 2004. شارك مع منتخب سارلاند لكرة القدم.

## وصلات خارجية
- هانس نويربورغ على موقع قاعدة بيانات كرة القدم.إي يو (الإنجليزية)
- هانس نويربورغ على موقع ناشيونال فوتبول تيمز (الإنجليزية)
- هانس نويربورغ على موقع عالم كرة القدم.نت (الإنجليزية)